# رافع موازن

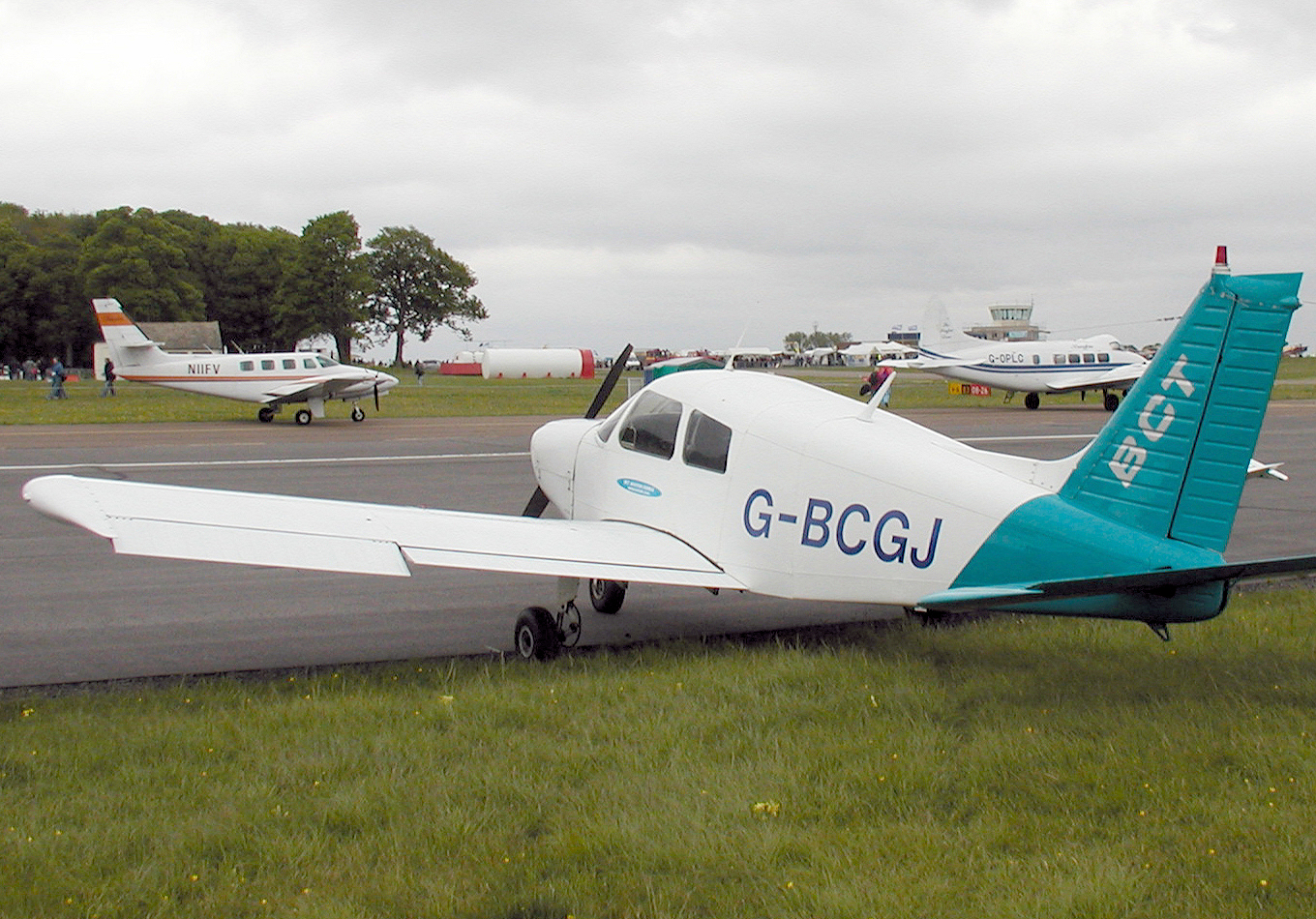
رافع موازن طائرة صغيرة

الرافع الموازن (Stabilator بالإنكليزية، ويجمع ما بين كلمتي stabilizer-elevator) -وهما الرافع والموازن الخلفي للطائرة- وهو تحكم الطيران سطحي ويجمع عمل كلا من الرافع والموازن الأفقي. معظم الطائرات ذات الجناح الثابت تستخدم الرافع للتحكم بتموج الطائرة ويكون مرتبط بفصالات في مؤخرة الموازن الأفقي الثابت. لكن هناك بعض الطائرات التي تستخدم الموازن بأكمله كرافع وهو ما يسمى بالرافع الموازن.

## الطيران العام
بما أن الرافع الموازن يستخدم سطح متحرك كبير نوعا ما مما يمكن الطيار من عمل عزم تموج واسع للطائرة وبجهد قليل. ونظرا للقوة الشديدة التي تؤثر على موازنة حمل الذيل، فتصميم رافع الموازن يدور على المركز الإيروديناميكي عند ربع وتر الذيل. وهي النقطة يكون عزم التموج ثابتا مهما كانت قيمة زاوية المواجهة (Angle Of Attack)، لذلك يمكن تحريك رافع الموازن بدون جهد للطيار. وعند عمل فحص الصلاحية لأي هيئة طيران كوكالة الطيران الفدرالية FAA يجب ملاحظة المقاومة المتزايدة عند سحب الطيار للذراع، ولعمل تلك المقاومة يوجد مع رافع الموازن في الطائرات الصغيرة مايسمى سطيح توجيه مؤازر anti-servo tab، وهو يساعد رافع الموازن بمقاومة حركة الطيار للرجوع لحالة الصفر الايروديناميكي.

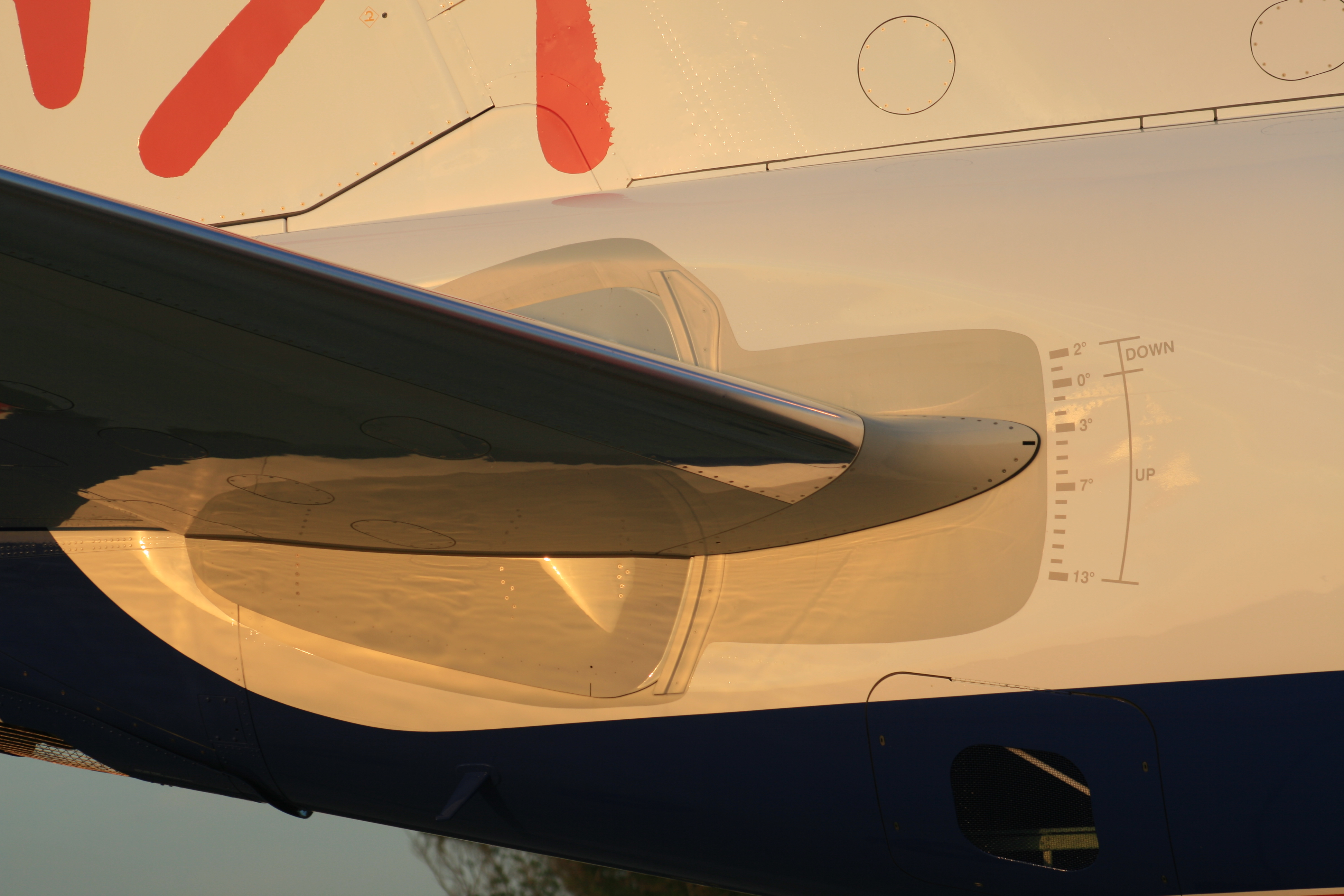
موازن أفقي معدل على طائرة (Embraer ERJ-170) مع العلامات التي تظهر وحدات التوازن لمقدمة الطائرة للأعلى والأسفل